# Andrei Partoș
Andrei Partoș (n. 31 iulie 1949, Brașov) este un jurnalist român și un comentator muzical din România. A absolvit Facultatea de Filosofie, secția Psihologie din cadrul Universității București.
A fost psiholog clinician, timp de 10 ani, mai întâi la Policlinica de Copii din cadrul Spitalului Județean Constanța (1975-1977), și apoi la Spitalul "Poroschia" din Alexandria, județul Teleorman (1977-1985). În 1985 Andrei Partoș își încetează activitatea de psiholog clinician.

## Activitate profesională
Andrei Partoș a realizat interviuri cu artiști precum Rod Stewart, Chris de Burgh, Joe Cocker, Gipsy Kings, Eros Ramazzotti, Joan Baez, Kylie Minogue, Patricia Kaas, Jacques Higelin, Paul Rodgers, Smokie, Peter Maffay, Marcel Avram, Carl Palmer, Peter Hammill, Mathias Jabbs, Engelbert Humperdinck, Julio Iglesias, Mireille Mathieu, Bonnie Tyler, Dan MacCaffertty (Nazareth), Leo Lyons (Ten Years After), Chris Norman, Michael Angelo Batio, Glenn Hughes, Beth Hart, Albano, Dulce Pontes și alții.
Între 1985-1989 a fost instructor cultural și DJ la Biroul de Turism pentru Tineret.
De-a lungul întregii activități în lumea muzicală, a prezentat programe de discotecă (din 1970 la Casa Stundenților, Club Universitas, Disco-Ring Costinești, Rainbow-Neptun, Pârâul Rece-Predeal, Pui de Urs și Internațional-Olimp, Paradis, Meteor-Jupiter și Vox Maris Costinești) și peste 500 de spectacole pop-rock, dintre care amintim: Galele Rock "Serbările Mării", "Serbările Zăpezii"; Festivalul "Primăvara Baladelor"; câteva ediții ale Festivalului de Folk "Om Bun"; Galele Tele 7abc; concertul susținut de formația Nazareth în România; Turneul British Rock for Romania din februarie 1990; Turnee Holograf și Compact în țară (peste 50 de concerte); Spring Rock Festival din 2002. De asemenea, a efectuat transmisii în direct pentru mai multe posturi de radio (de exemplu, la Radio Total a relatat de la concertele Pink Floyd și Chris de Burgh din Germania).
În 1992 a prezentat emisiunea TV "Ei și" (realizator Mihai Godoroja) difuzată pe TVR în 12 episoade. Printre invitați s-au numărat: Laura Stoica, Iris, Valeriu Sterian.
Din 1993 a fost reprezentantul pentru România al paginilor din EUROPOP BOOK, fiind singurul ziarist român invitat la Festivalul de la Bourges din 1990 (prin amabilitatea lui Jacques Higelin) și de la Bellefort (Les Eurockéennes, 1992 și 1993).
Andrei Partoș a făcut parte din numeroase jurii folk, rock și pop, dintre care amintim câteva dintre cele mai recente: în 2002 a fost reprezentantul României pentru jurizarea pieselor din cadrul concursului intrenațional Eurovision. În decembrie 2003 a fost membru în juriul Festivalului "Om Bun", ediția a 14a. În 2003 și 2004 a fost prezent în Juriul-Radio pentru selecția națională Eurovision și în Juriul Festivalului Cântecului de Dragoste. În 2006 a făcut parte din juriul semifinalelor naționale pentru Eurovision.
După o pauză de 12 ani a revenit pe scenă la Rowmania Fest (30-31.08.2014 la Tulcea) la care au participat Pasărea Rock, Cristi Minculescu și Nuțu Olteanu, Florian Stoica și Victor Solomon, Robin and The Backstabbers ș.a. 
În 2018 a prezentat Festivalul Folk Fest Remember Costinești la care au participat Alexandru Andrieș, Mike Godoroja, Mircea Vintilă, Florin Chilian, Dinu Olărașu, Nicu Alifantis, Ecou, Daniel Iancu și Costel Părtrășcan și alții.
Din aprilie 2018 realizează vlogul Foc de P.A.E. cu participare selectă a unor invitați din diverse domenii: Radu Paraschivescu, Cristian Diaconescu, Dan Bădulescu, Adrian Bărar, Josef Kappl, Mihail Neamțu, Mihaela Tatu, Melania Medeleanu ș.a.m.d. 

### Radio
Între 1979-1984 este colaborator permanent al Radio Televiziunii Române pentru emisiuni ca: "Student Club", "Muzicoteca pentru toți", "Radio Recording", "Revelionul Tinereții". Tot în această perioadă a realizat rubrici muzicale pentru RADIO VACANȚA MAMAIA.
S-a implicat substanțial în lansarea postului local RADIO VACANȚA COSTINEȘTI, al cărui redactor muzical permanent a fost din 1982 până în 1990; în toată această perioadă a realizat programele zilnice ale postului RADIO VACANȚA COSTINEȘTI, în același timp ocupându-se și de programul discotecii VOX MARIS COSTINEȘTI. Din 1984 până în 1989 i-a fost interzis accesul în Radio Televiziune dar nu și la RADIO VACANȚA COSTINEȘTI. În 1996 a revenit la VOX RADIO VACANȚA COSTINEȘTI, unde a mai activat și în anii 1997, 1998, 1999 și 2002.
În 1991, alături de redactorul muzical Lucia Popescu Moraru, a fondat și a realizat emisiunea "Vineri Noaptea în Direct". Emisiune săptămânală cu durata de 4-6 ore, difuzată pe Radio România Actualități.
Din 1994 apare pe frecvențele radiourilor particulare. Astfel, timp de un an (1994-1995), Andrei Partoș a realizat emisiunea "Friday I'm in love", cu durata de 4 ore, la Radio Total. Din 1996 până în 1997, a fost realizatorul emisiunii "Sunday oldies" (avându-l în regia de emisie pe Șerban Huidu), la Radio 21.
Între 1995-1998, a realizat emisiunea săptămânală "Vox Pop Rock", cu durata de 6 ore, la Activ FM.
Din 1998 până pe 1 iunie 2002, a realizat emisiunea "Vox Pop Rock" (emisiune săptămânală care dura 5 ore); de asemenea, din anul 2000 a realizat și emisiunea "Weekend Caleidoscop" (6 ore de program), care din 2002 și-a schimbat numele în "Ficus muzical- ficus duminical". Ambele emisiuni se difuzau pe Romantic FM. În 1999, la Premiile București, emisiunea "Vox Pop Rock" a fost declarată cea mai bună emisiune radio, primind Microfonul de Aur.
Din 2002, Andrei Partoș revine în urma unui concurs de proiecte la Radio România Actualități. Astfel, din 1 noiembrie 2002 până în decembrie 2003 este realizatorul și producătorul emisiunilor "Prima de sâmbătă" și "Psihologul muzical".
În 2003 i se acordă Premiul de Excelență pentru întreaga activitate audiovizuală, din partea CNA.
Din iulie 2003 este realizatorul emisiunii "Psihologul estival" difuzată pe Radio România Actualități, cu o prezență săptămânală de 270 de minute. După sezonul estival, Andrei Partoș a rămas în nopțile de vineri cu emisiunea "Psihologul muzical" (care a trecut de 840 de ediții) unde poate fi ascultat și în prezent. Mai nou, pe lângă telefoane, ascultătorii pot comunica cu realizatorul emisiunii și prin sms-uri sau pe pagina de Facebook a emisiunii. "Psihologul muzical" este una dintre puținele emisiuni-radio care pune la dispoziția ascultătorilor patru numere de telefon, o pagina de Facebook și un număr de WhatsApp.

### Presa scrisă
- Între 1983-1989 a fost titularul rubricii TOP din revista "Săptămâna".
- În 1990 a pus bazele revistei muzicale "Metronom", avându-i printre asociați pe Mihai Pocorschi și Gabriel Cotabiță.
- În 1991 a fondat revista "Pop Rock & Sport" (devenită ulterior "Pop Rock & Show"), editată de Curierul Național. În aceeași perioadă a semnat o rubrică muzicală cotidiană în "Curierul Național", precum și una săptămânală în revista "Țara".
- În 1993 a fondat și a fost directorul revistei muzicale "Vox Pop Rock", care din motive financiare nu a mai apărut din 1999.
- Între 1993-1999 a colaborat la cotidianul "Ziua", revistele "Academia Cațavencu", "Privirea" și alte publicații locale din țară.
- Din octombrie 2002 până în aprilie 2003 a colaborat la cotidianul "Jurnalul Național".
- În 2002, 2003, și 2004 a conceput și a realizat revista Festivalului Internațional al Cântecului pentru Copii și Adolescenți "Steaua de Aur" (edițiile I, II, III).
- În 2004 s-a ocupat de revista Festivalului "Cerbul de Aur" de la Brașov, care cuprindea cronici și comentarii zilnice.
- Din noiembrie 2004 până în 2005 s-a ocupat de paginile de muzică pop ale revistei "Universul Radio".
- 2007-2009 a colaborat la revista Q Magazine, unde a semnat rubricile de muzică și cronica TV, intitulată Mă holbez și eu.

### Video
- You Tube * Andrei Partoș — Interviu cu Timpuri Noi (partea I)
- You Tube * Andrei Partoș — Interviu cu Timpuri Noi (partea a II-a)
- Emisiunea Psihologul muzical
- Interviu cu Dorel Vintilă Zaharia - Emisiunea Foc de P.A.E. cu Andrei Partoș - episodul 183, Invitat, Dorel Vintilă Zaharia (16.05.2019)